# Argentyna na Zimowych Igrzyskach Olimpijskich 1980
Argentynę na Zimowych Igrzyskach Olimpijskich 1980 reprezentowało 13 sportowców w pięciu dyscyplinach. Nie zdobyli oni żadnego medalu.

## Biathlon

### Mężczyźni
| Konkurencja     | Zawodnik    | Pudła | Czas     | Miejsce |
| --------------- | ----------- | ----- | -------- | ------- |
| Sprint na 10 km | Jorge Salas | 6     | 47:12,58 | 49      |
| Sprint na 10 km | Luis Ríos   | 5     | 44:51,18 | 48      |
| Sprint na 10 km | Raúl Abella | 5     | 44:40,55 | 47      |

| Konkurencja                | Zawodnik    | Czas         | Kary | Skorygowany czas | Miejsce |
| -------------------------- | ----------- | ------------ | ---- | ---------------- | ------- |
| Bieg indywidualny na 20 km | Raúl Abella | Nie ukończył | –    | Nie ukończył     | –       |
| Bieg indywidualny na 20 km | Jorge Salas | Nie ukończył | –    | Nie ukończył     | –       |
| Bieg indywidualny na 20 km | Luis Ríos   | 1'34:26,50   | 21   | 1'55:26,50       | 47      |

Sztafeta mężczyzn 4 x 7,5 km
| Zawodnicy                                            | Wyścig       | Wyścig       | Wyścig  |
| Zawodnicy                                            | Pudła        | Czas         | Miejsce |
| ---------------------------------------------------- | ------------ | ------------ | ------- |
| Luis Ríos Jorge Salas Raúl Abella Demetrio Velázquez | Nie ukończył | Nie ukończył | –       |

## Biegi narciarskie

### Mężczyźni
| Konkurencja                     | Zawodnik            | Wyścig     | Wyścig  |
| Konkurencja                     | Zawodnik            | Czas       | Miejsce |
| ------------------------------- | ------------------- | ---------- | ------- |
| Bieg na 15 km stylem klasycznym | Matías José Jerman  | 55:50,61   | 61      |
| Bieg na 15 km stylem klasycznym | Martín Tomás Jerman | 53:38,47   | 60      |
| Bieg na 15 km stylem klasycznym | Marcos Luis Jerman  | 52:02,42   | 56      |
| Bieg na 30 km stylem klasycznym | Marcos Luis Jerman  | 1'47:56,17 | 50      |

## Narciarstwo alpejskie

### Mężczyźni
| Zawodnik           | Konkurencja   | Wyścig 1 | Wyścig 1 | Wyścig 2     | Wyścig 2 | Łącznie      | Łącznie |
| Zawodnik           | Konkurencja   | Czas     | Miejsce  | Czas         | Miejsce  | Czas         | Miejsce |
| ------------------ | ------------- | -------- | -------- | ------------ | -------- | ------------ | ------- |
| Guillermo Giumelli | Zjazd         |          |          |              |          | 2:00,10      | 38      |
| Janez Flere        | Zjazd         |          |          |              |          | 1:59,01      | 37      |
| Marcelo Martínez   | Zjazd         |          |          |              |          | 1:58,04      | 36      |
| Norberto Quiroga   | Zjazd         |          |          |              |          | 1:54,31      | 31      |
| Marcelo Martínez   | Slalom gigant | 1:31,17  | 51       | 1:34,41      | 47       | 3:05,58      | 47      |
| Guillermo Giumelli | Slalom gigant | 1:30,62  | 49       | 1:31,64      | 44       | 3:02,26      | 44      |
| Janez Flere        | Slalom gigant | 1:28,27  | 45       | 1:30,12      | 42       | 2:58,39      | 40      |
| Norberto Quiroga   | Slalom gigant | 1:27,16  | 41       | 1:28,49      | 36       | 2:55,65      | 37      |
| Guilermo Giumelli  | Slalom        | n/a      | ?        | Nie ukończył | –        | Nie ukończył | –       |
| Norberto Quiroga   | Slalom        | 1:05,09  | 37       | 57,82        | 26       | 2:02,91      | 27      |
| Ricardo Klenk      | Slalom        | 1:04,67  | 36       | 1:00,16      | 29       | 2:04,83      | 31      |
| Ivan Bonacalza     | Slalom        | 1:03,23  | 33       | 1:00,38      | 30       | 2:03,61      | 29      |